# Sedlice (kraj południowoczeski)
Sedlice – miasto w Czechach, w kraju południowoczeskim, w powiecie Strakonice.
Według danych z 1 stycznia 2024, liczba mieszkańców miasta wynosi 1310 osób (1177. miejsce w kraju wśród miejscowości; 559. miejsce wśród miast).

## Demografia
| Rok             | 2008 | 2016 | 2024 |
| --------------- | ---- | ---- | ---- |
| Liczba ludności | 1292 | 1284 | 1310 |